# ﺗﻮﺷﺮﺍﺗﺎ

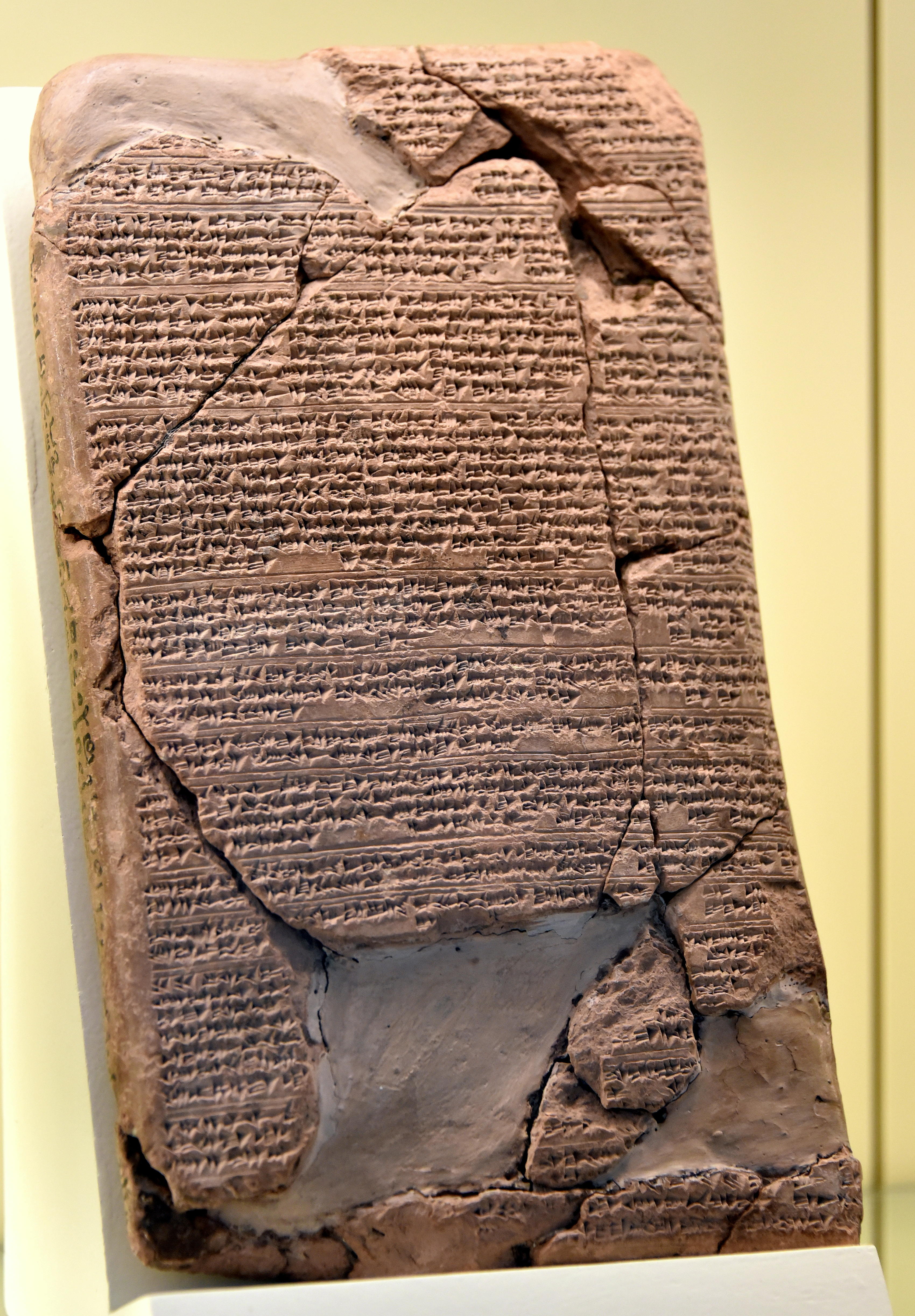
یکی از نامه‌های آمارنا. نامه ای از توشراتا پادشاه میتانی به فرعون مصر آمنهوتپ سوم. حدود ۱۳۷۰ ق.م. متن خط میخی اکدی. از تل العمارنا، مصر. موزه Vorderasiatisches، برلین.

توشراتا (انگلیسی: Tushratta; ۱ ژانویهٔ ۱۵۰۰ – ۱ ژانویهٔ ۱۳۴۰) پادشاه میتانی در چهارده قرن پیش از میلاد بود.